# Helicothyrium ryukyuense
Helicothyrium ryukyuense är en svampart som beskrevs av I. Hino & Katum. 1961. Helicothyrium ryukyuense ingår i släktet Helicothyrium, divisionen sporsäcksvampar och riket svampar.   Inga underarter finns listade i Catalogue of Life.